# Vítězslav Adamec
Vítězslav Adamec (* 29. května 1991 Sokolov) je český politik, památkář a hudebník, od roku 2018 zastupitel a od roku 2020 radní města Loket na Sokolovsku, člen Pirátů.

## Život
Absolvoval Gymnázium Sokolov (maturoval v roce 2010) a následně vystudoval sociální geografii a regionální rozvoj na Přírodovědecké fakultě Univerzity Karlovy v Praze (promoval v roce 2016 a získal titul Mgr.). Souběžně také studoval hru na housle na Konzervatoři v Plzni, kterou dokončil v roce 2017 (získal titul DiS.).
Od června 2016 pracuje jako památkář a specialista na urbanismus, územní plánování a kulturní krajinu na Národním památkovém ústavu v Lokti. Je členem hudebních skupin End of Scream, Natáhni kopyta, Alison, Aleš Pokorný a hosté a vystupuje také společně se zpěvačkou Lucií Šreinovou. Také je členem Smíchovské komorní filharmonie a divadelní improvizační skupiny Mejdlo. Od února 2020 působí také jako učitel hry na housle na základní umělecké škole ve městě Kynšperk nad Ohří.
Vítězslav Adamec žije ve městě Loket na Sokolovsku. Mezi jeho zájmy patří literatura, klasická hudba, cestování a umění obecně.

## Politické působení
V komunálních volbách v roce 2014 kandidoval jako nestraník za ODS do Zastupitelstva města Loket, ale neuspěl. V roce 2017 se stal členem Pirátů. Za tuto stranu byl ve volbách v roce 2018 zvolen zastupitelem města. V září 2020 rezignoval na funkci radního města jeho stranický kolega Roman Kvak a Adamec byl zvolen jeho nástupcem v této funkci.
V krajských volbách v roce 2020 kandidoval za Piráty do Zastupitelstva Karlovarského kraje, ale neuspěl.
Ve volbách do Poslanecké sněmovny PČR v roce 2021 kandidoval jako člen Pirátů na 3. místě kandidátky koalice Piráti a Starostové v Karlovarském kraji.
Ve volbách do Evropského parlamentu v červnu 2024 kandidoval z 28. místa kandidátky Pirátů. Získal 760 preferenčních hlasů a stal se tak 27. náhradníkem.